# UEFA Junior Tournament 1979
La trentaduesima edizione del UEFA Junior Tournament si è svolta in Austria nel 1979 dal 24 maggio al 2 giugno, con la partecipazione delle rappresentative di sedici paesi.
La formula del torneo prevedeva un primo turno gironi, con successive semifinali e finale, a laurearsi campione d'Europa fu la selezione jugoslava, che in finale sconfisse quella bulgara per 1-0.

## Squadre qualificate
| Squadra        |
| -------------- |
| Austria        |
| Belgio         |
| Bulgaria       |
| Cecoslovacchia |
| Danimarca      |
| Inghilterra    |
| Francia        |
| Germania Ovest |
| Ungheria       |
| Malta          |
| Paesi Bassi    |
| Norvegia       |
| Polonia        |
| Scozia         |
| Svizzera       |
| Jugoslavia     |

## Semifinali
| Vienna 31 maggio 1979 | Bulgaria | 1 – 0 | Inghilterra |  |

| Vienna 31 maggio 1979 | Jugoslavia | 3 – 0 | Francia |  |

## Finali

### Finale 1º posto
| Vienna 2 giugno 1979 | Jugoslavia | 1 – 0 | Bulgaria |  |

### Finale 3º posto
| Vienna 2 giugno 1979                         | Inghilterra          | 0 – 0 (d.t.s.) | Francia |  |
| \| \| \| \| \| \| Tiri di rigore 4 – 3 \| \| |                      |                |         |  |
|                                              |                      |                |         |  |
|                                              | Tiri di rigore 4 – 3 |                |         |  |